# USS LST-830
O USS LST-830 foi um navio de guerra norte-americano da classe LST que operou durante a Segunda Guerra Mundial.